# Middle East Media Research Institute

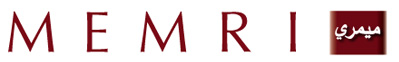
Logo des Middle East Media Research Institute

Das Middle East Media Research Institute (MEMRI) ist eine Organisation zur Beobachtung islamischer Medien des Nahen Ostens. Als nach eigenen Angaben unabhängige Nichtregierungsorganisation wurde MEMRI 1998 in den USA mit Sitz in Washington, D.C. von der jüdischen US-Amerikanerin Meyrav Wurmser und dem Israeli Yigal Carmon gegründet. Medienzentren befinden sich in Jerusalem sowie Büros in Bagdad und Tokio. Seit Februar 2002 gab es auch ein Büro in Berlin unter der Leitung von Mirjam Gläser und Götz Nordbruch.

## Arbeit und Ziele
Es werden englische und in kleinerem Umfang auch deutsche Übersetzungen und Analysen von Texten und Videos aus arabisch- und persischsprachigen Medien erstellt, die kostenfrei auf der eigenen Website zur Verfügung gestellt werden. MEMRI bildet Karikaturen aus arabischen und iranischen Zeitungen ab und interpretiert diese. Schwerpunkt der Arbeit ist die Region des Nahen und Mittleren Ostens. Dabei verfolge die Organisation laut eigener Darstellung „nicht das Ziel, die Medienlandschaften zwischen Kairo und Teheran repräsentativ abzubilden“, sondern konzentriere sich „auf Meinungen und Kommentare, die in relevanten Medien der Region zu Schwerpunktthemen veröffentlicht werden“.
Die Organisation wolle dabei unter anderem auch „radikale nationalistische, antisemitische und islamistische“ Positionen dokumentieren. Andererseits seien es die „moderaten, liberalen und fortschrittlichen Kräfte“, deren Stimmen innerhalb der arabisch- und persischsprachigen Medienlandschaft MEMRI für bedeutsam hält. Dezidiert wolle man Stereotypen über „den Islam“ oder die Gesellschaften der Region begegnen und arabischen Reformern in der westlichen Öffentlichkeit mehr Gehör verschaffen.
Nach eigenen Angaben profitieren von den Dienstleistungen dieser Nichtregierungsorganisation vor allem das Militär der USA, das Weiße Haus, das US-Verteidigungsministerium, das US-Außenministerium, das US-Justizministerium etc. und mehr als 500 akademische Institutionen weltweit. Die Übersetzungen werden auch von vielen führenden Nachrichtensendern benutzt, darunter CNN, FOX, die BBC und das ZDF.
MediaTransparency gab an, dass MEMRI hohe Geldspenden konservativer US-amerikanischer Denkfabriken wie der Randolph Foundation erhalten habe.

## Weitere Projekte
Über eine Mailingliste versendet das MEMRI dreimal wöchentlich kostenlos Übersetzungen und Analysen aus arabischen und iranischen Medien. Es handelt sich vielfach um Dokumente und Veröffentlichungen, die ansonsten keinen Widerhall in der westlichen Öffentlichkeit oder nur indirekt in die westliche Berichterstattung Eingang finden oder die gar gänzlich ignoriert werden würden.
Die Organisation betreibt zudem das Arab TV Monitoring Project, das sich mit den wichtigsten arabischen und iranischen staatlichen Fernsehprogrammen sowie mit der Vielzahl von Satellitenkanälen beschäftigt, die in den vergangenen Jahren in der Region auf Sendung gingen. Untertitelte Mitschnitte stehen für Journalisten und andere Multiplikatoren auch in sendefähiger Qualität zur Verfügung.

## Kritik
Der Journalist Brian Whitaker veröffentlichte 2002 im britischen Guardian einen Artikel, in dem er dem Institut Beziehungen der leitenden Mitarbeiter zum israelischen Militär und rechtsgerichteten US-amerikanischen Denkfabriken vorhält. Außerdem wirft er MEMRI antiarabische Voreingenommenheit sowie ein Bekenntnis zum Zionismus vor. Die Übersetzungen des MEMRI speziell aus dem Arabischen und dem Persischen seien zwar korrekt, die Text- und Medienauswahl sei jedoch einseitig und Zitate würden in verfälschende Zusammenhänge gestellt. Whitaker verweist auf die Hintergründe der MEMRI-Gründer Yigal Carmon, welcher einen hohen Rang im israelischen Militärgeheimdienst einnahm, und Meyrav Wurmser, einer führenden Mitarbeiterin rechtsgerichteter US-amerikanischer und israelischer Denkfabriken wie des Hudson Institute und des Ariel Center for Policy Research.
Die Organisation wies die Vorhaltungen zurück: Die Auswahl der Texte sei repräsentativ, Whitaker könne selbst nicht Arabisch und zitiere einen Islamisten gegen MEMRI; selbst die Palästinensische Autonomiebehörde habe bereits Übersetzungen von MEMRI auf ihrer Homepage veröffentlicht.
Verschiedene Beobachter kritisieren die Auswahl der vom Institut übersetzten und verbreiteten Texte als nicht repräsentativ. Diese seien in der Regel extreme, hasserfüllte, verhetzende Artikel. MEMRI würde mit dieser Auswahl (bewusst) den Eindruck erwecken, dass die Medienlandschaft der „beobachteten“ Region nur aus solchen Artikeln bestehe.
Die marokkanisch/US-amerikanische Autorin Leila Lalami weist darauf hin, dass vergleichbare Artikel israelischer Medien oder Aussagen israelischer Politiker so gut wie nie vom Institut übersetzt und verbreitet würden, so etwa, als der rechtsradikale israelische Politiker und mehrfache Minister Effi Eitam Palästinenser als „Krebsgeschwür“ bezeichnete. Dem wird entgegengehalten, dass, auch wenn MEMRI einen pro-israelischen Standpunkt vertrete, es nicht so sei, dass keine Nachrichten übersetzt würden, die Israel kritisieren; MEMRI richte sich auch nicht gegen Araber.
Die Genauigkeit bzw. Richtigkeit der Übersetzungen wird in Frage gestellt. Fehler in Übersetzungen hätten die Tendenz, Statements noch „kontroverser“ zu machen.